# Nestoras Badzelas
Nestoras Badzelas (gr. Νέστορας Μπατζέλας; ur. 7 stycznia 1980 w Larisie) – grecki zapaśnik walczący w stylu wolnym oraz zawodnik mieszanych sztuk walk (MMA). Olimpijczyk z Aten 2004, gdzie zajął trzynaste miejsce w kategorii 120 kg.
Dwunasty na mistrzostwach Europy w 2008 roku.
- Turniej w Atenach 2004

Wygrał z Ukraińcem Serhijem Priadunem i przegrał z Kubańczykiem Alexisem Rodríguezem.

## Lista zawodowych walk w MMA
| Wynik     | Bilans | Przeciwnik (bilans przed walką) | Rozstrzygnięcie                          | Runda | Czas | Rozgrywki                     | Data       | Miejsce  | Uwagi                                                          |
| --------- | ------ | ------------------------------- | ---------------------------------------- | ----- | ---- | ----------------------------- | ---------- | -------- | -------------------------------------------------------------- |
| Przegrana | 6-2    | Joanis Arzumanidis (2-0)        | Decyzja (jednogłośna)                    | 3     | 5:00 | MMA Challenge Pro 2           | 13.09.2014 | Saloniki | Pojedynek o pas mistrzowski MMA Challenge Pro w wadze ciężkiej |
| Wygrana   | 6-1    | George Katsinopoulos (1-0)      | TKO (ciosy pięściami)                    | 3     | N/A  | No Limits 23                  | 11.05.2014 | Ateny    | Zdobył pas mistrzowski No Limits w wadze ciężkiej              |
| Przegrana | 5-1    | Ricco Rodriguez (52-21)         | TKO (ciosy pięściami)                    | 2     | 3:33 | Final Fight Championship 10   | 13.12.2013 | Skopje   |                                                                |
| Wygrana   | 5-0    | Julian Chilikov (4-2)           | Poddanie (duszenie gilotynowe)           | 1     | N/A  | Greek Fighting Championship 4 | 18.05.2013 | Larisa   |                                                                |
| Wygrana   | 4-0    | Emil Zahariev (?-?)             | Poddanie (skrętówka)                     | 1     | N/A  | No Limits 20                  | 01.12.2012 | Ateny    | [ 6 ]                                                          |
| Wygrana   | 3-0    | Emil Zahariev (?-?)             | TKO (niezdolność do kontynuowania walki) | 1     | 5:00 | N/A                           | 05.2012    | Saloniki |                                                                |
| Wygrana   | 2-0    | Borislav Balabanov (1-0)        | TKO (ciosy pięściami)                    | 1     | N/A  | Throwdown MMA Championship    | 18.02.2012 | ?        |                                                                |
| Wygrana   | 1-0    | Marian Rusu (0-2)               | TKO (poddanie po ciosach)                | 1     | 3:27 | Greek Fighting Championship 2 | 04.06.2011 | Ateny    | Debiut w zawodowym MMA                                         |